# Ottheinrich Knödler
Ottheinrich Knödler (* 23. September 1930 in Tübingen; † 17. Juni 2015 in Reutlingen) war ein deutscher evangelischer Theologe, Pfarrer der Württembergischen Landeskirche, Fernsehpfarrer der ARD und Autor.

## Leben und Wirken
Knödler war Religionslehrer in Giengen an der Brenz, 1973 Mitgründer der Freien Evangelischen Schule in Reutlingen und dort Schuldekan. Von 1980 bis 1995 war er Fernsehbeauftragter der Evangelischen Landeskirche in Württemberg und landeskirchlicher Rundfunkbeauftragter beim Landesstudio Tübingen des Südwestfunks sowie Sprecher der ARD-Sendung Das Wort zum Sonntag. Von 1990 bis zu seinem Ruhestand 1995 leitete er die Fernsehkommission im Gemeinschaftswerk der Evangelischen Publizistik (GEP) und stand von 1979 bis 2002 dem Trägerverein und dem Verwaltungsrat vor. Er war Mitglied der Akademischen Verbindung Igel zu Tübingen und Autor etlicher Sachbücher für den Religionsunterricht.
Knödler war mit seiner Frau Elke verheiratet und hatte drei Kinder.

## Auszeichnungen
- Verdienstmedaille des  Bundesverdienstordens (10. März 2003)[5], für seine Verdienste um die Freie Evangelische Schule in Reutlingen

## Veröffentlichungen
- Kursbuch Religion 5/6 Lehrerhandbuch. Calwer Verlag, Stuttgart 1977.
- mit Johannes Kuhn (Hrsg.): Stationen des Lebens. Erfahrungen des Glaubens. Quell, Stuttgart 1981, ISBN 978-3-79182306-5 (Beiträge wurden im Süddeutschen Rundfunk Stuttgart als „Evangelische Morgenfeier“ gesendet).
- mit Johannes Kuhn: … meines Fußes Leuchte. Geschenkheft. Quell, Stuttgart 1987, ISBN 978-3-79182500-7.
- Kursbuch Religion 5/6. Arbeitsbuch für den Religionsunterricht im 5./6. Schuljahr. Calwer Verlag, Stuttgart 1993, ISBN 978-3-76680502-7.
- Das neue Kursbuch Religion. Arbeitsbuch für den Religionsunterricht: 9./10. Schuljahr. Calwer Verlag, Stuttgart 1988, ISBN 978-3-42507873-1.